# János Hanek
János Hanek (29 maggio 1937) è un ex calciatore ungherese, di ruolo attaccante e centrocampista.

## Carriera

### Club
Formatosi nel Ferencváros, lasciò la natia Ungheria a seguito della rivoluzione ungherese del 1956 e la conseguente occupazione sovietica, approfittando del fatto di essere impegnato in una tournée europea della nazionale giovanile magiara.
Nella stagione 1957-1958 gioca con i tedeschi dell'Eintracht Francoforte, disputando due incontri di campionato e due nella DFB-Pokal.
Nel 1958 viene ingaggiato dai Kickers Stoccarda, con cui ottiene la promozione in massima serie nel 1959, retrocedendo però immediatamente al termine dell'Oberliga 1959-1960. Con i Kickers Hanek esordì il 17 agosto 1958, nella vittoria per 5-0 contro l'Amicitia Viernheim.
Nel 1960 lascia la Germania per giocare nei Paesi Bassi, in forza al DOS. Con il club di Utrecht ottiene il quinto posto nell'Eredivisie 1960-1961 ed il decimo in quella seguente.
Nel 1962 scende di due categorie per giocare nell'Alkmaar '54, con cui ottiene la promozione in cadetteria grazie alla vittoria della Tweede Divisie 1963-1964.
Dopo un'ultima esperienza olandese con il DTS Oudkarspel, nel 1968 Hanek si trasferisce in Canada per giocare nei Vancouver Royals, impegnati nella neonata North American Soccer League. Hanek lascia i Royals per aggregarsi agli statunitensi del Kansas City Spurs, con cui giunge alle semifinali del torneo 1968.
La stagione successiva, sempre con gli Spurs, sopravanzando di un punto gli Atlanta Chiefs, si aggiudica con la sua squadra la vittoria finale. Giocò anche nella decisiva vittoria contro i Baltimore Bays.  Nella NASL 1970 Hanek ed i suoi Spurs giungono al secondo posto della Northern Division, dietro ai futuri campioni nazionali Rochester Lancers.

### Nazionale
Ha giocato undici incontri con la Nazionale Under-19 di calcio dell'Ungheria.

## Palmarès

### Competizioni nazionali
- Tweede Divisie: 1

Alkmaar '54: 1963-1964
- Campionato NASL: 1

Kansas City Spurs: 1969